# میدل‌اسلایس
میدل‌اسلایس (به هلندی: Middelsluis) یک منطقهٔ مسکونی در هلند است که در کرومسترین واقع شده‌است.